# ۸۱۷ (خورشیدی)
۸۱۷ هشتصد و هفدهمین سال هجری خورشیدی است.